# Alaska Standard Time

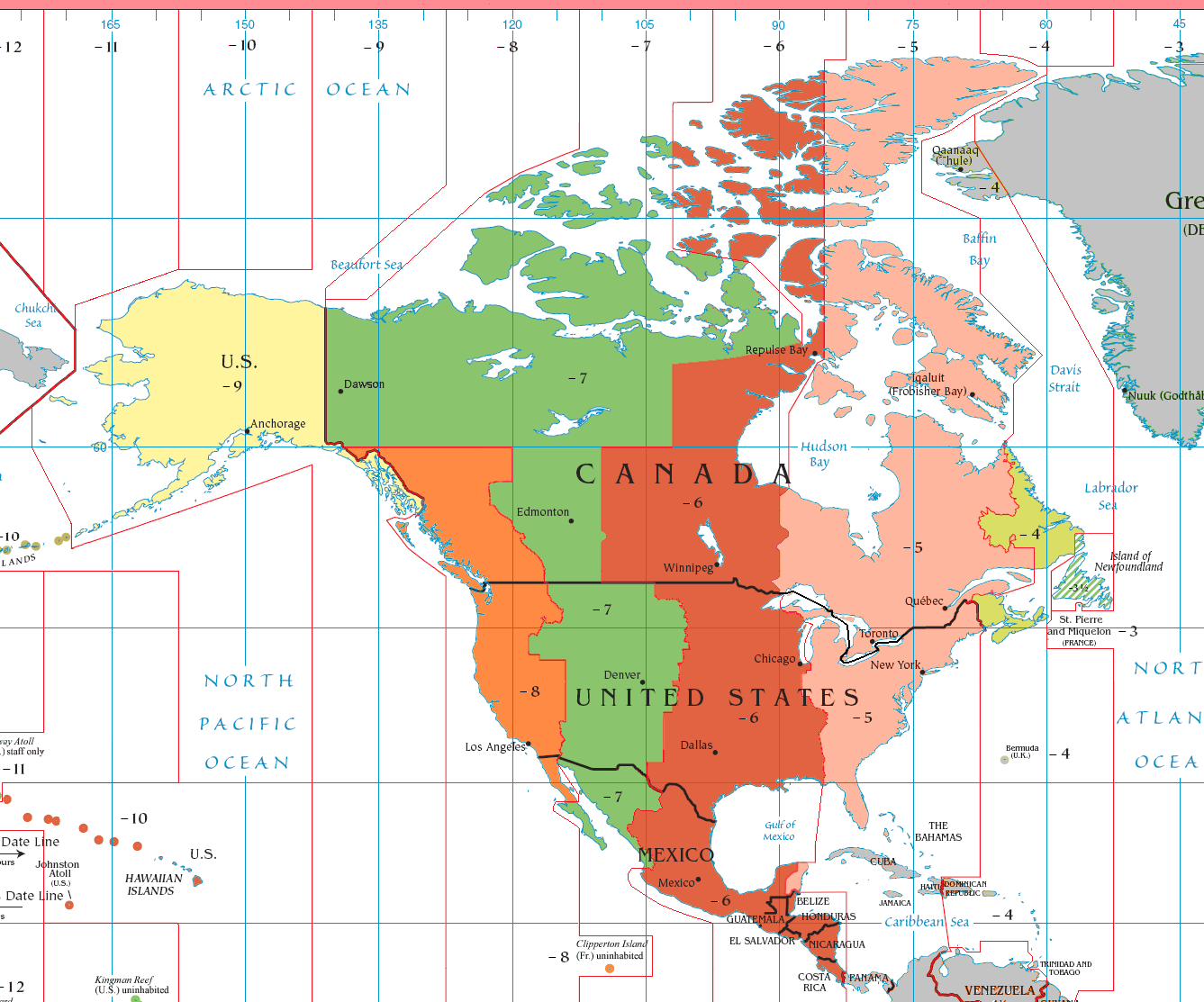
UTC−9 (till vänster)

Alaska Standard Time (AST) är namnet på den tidszon när normaltid är 9 timmar efter UTC, det vill säga UTC-9.  Tiden i detta område bygger på 135:e meridianen väster om Greenwich. Tidszonen används i nästan hela Alaska, utom en liten del längst i väster som använder Hawaii-Aleutian Standard Time.
- Normaltid: Alaska Standard Time (AKST), UTC-9
- Sommartid: Alaska Daylight Time (AKDT), UTC-8

Alaska är en timme före Hawaii-Aleutian Standard Time och en timme efter Pacific Standard Time.